# Karinë
Karinë es una localidad albanesa del condado de Elbasan. Se encuentra situada en el centro del país y desde 2015 está constituida como una unidad administrativa del municipio de Peqin. A finales de 2011, el territorio de la actual unidad administrativa tenía 1350 habitantes.
La unidad administrativa incluye los pueblos de Karinë, Kazije, Rrozej, Progem, Sinametaj, Drangaj y Garunje.
Se ubica junto a la carretera SH7, a medio camino entre Peqin y Rrogozhinë.